# Josh Drinkwater

a Compétitions nationales et continentales officielles uniquement.

Josh Drinkwater, né le 15 juin 1992 à Sydney (Australie), est un joueur de rugby à XIII australien évoluant au poste de demi de mêlée ou de demi d'ouverture.

## Biographie
Grand espoir du rugby à XIII australien, il se forme dans l'équipe des moins de vingt ans des Sea Eagles de Manly-Warringah. Il signe ensuite son premier contrat avec une franchise de National Rugby League avec les Dragons de St. George Illawarra. Il y joue quatre rencontres de NRL et marque un drop.
En février 2013, il décide de tenter sa chance en Super League en Angleterre en rejoignant les London Broncos. Il y joue une année, réussie d'un point de vue personnelle avec 136 points marqués mais raté collectivement car il n'y remporte qu'une seule rencontre.
Il regagne l'Australie en 2015 et signe aux Tigers de Wests en NRL dans l'attente qu'on lui donne sa chance, mais ne participe qu'à une seule rencontre. Il résilie alors son contrat et repart en Angleterre aux Centurions de Leigh cette fois-ci. Avec ce dernier, il célèbre une montée en Super League, mais le club doit redescendre l'année suivante en 2017 à la suite d'une défaite contre les Dragons Catalans.
Il rejoint au début de 2018 les Magpies de Western Suburbs dans l'antichambre de la NRL, la Intrust Super Premiership NSW, mais en avril 2018, la franchise française des Dragons Catalans lui proposent un contrat en Super League. Il fait ses débuts avec ses nouvelles couleurs contre Hull FC et participe activement à sa victoire 25-24 en inscrivant douze points (un essai, trois transformations et une pénalité).

## Palmarès
- Collectif :
  - Vainqueur de la Challenge Cup : 2018 (Dragons Catalans).
  - Finaliste de la Super League : 2021 (Dragons Catalans).
  - Finaliste de la Challenge Cup : 2024 (Warrington).

### Détails

#### En club
| Saison | Club             | Compétition   | Matchs | Points | Essais | Buts | Drop |
| ------ | ---------------- | ------------- | ------ | ------ | ------ | ---- | ---- |
| 2018   | Dragons Catalans | Super League  | 17     | 134    | 7      | 53   | -    |
| 2018   | Dragons Catalans | Challenge Cup | 4      | 50     | 1      | 23   | -    |
| 2019   | Hull KR          | Super League  | 29     | 28     | 4      | 6    | -    |
| 2019   | Hull KR          | Challenge Cup | 3      | 12     | 3      | -    | -    |
| 2020   | Dragons Catalans | Super League  | 14     | 4      | 1      | -    | -    |
| 2021   | Dragons Catalans | Super League  | 1      | -      | -      | -    | -    |